# 2007 (SOPHIAのアルバム)
『2007』（ニセンナナ）は、日本のロックバンドSOPHIAの11枚目のアルバム。

## 概要
- 本作品は2007年10月10日にEMIミュージック・ジャパンよりリリースされた。全10曲収録。
- シングル「stain」「君と月の光」「星」「青空の破片」を収録。
- 初回盤は「stain」「君と月の光」「星」「青空の破片〜ふたりの「雅子」〜」「青空の破片〜singing of people&sophia〜」のプロモーション・ビデオが収録されたDVD付き。

## 収録曲
（全作詞：松岡充）
1. 燃え尽きる太陽
作曲：黒柳能生
2. モラトリアム人間
作曲：都啓一
3. bell
作曲：黒柳能生
4. easy street story
作曲：豊田和貴
5. 君と月の光
作曲：松岡充
6. 青空の破片
作曲：Margueritte Monnot
7. stain
作曲：松岡充
8. in the future
作曲：豊田和貴
9. 星
作曲：松岡充
10. -sen-
作曲：松岡充